# Револуционарна активност Владимира Лењина
Руски комунистички револуционар и политичар Владимир Лењин започео је своју активну револуционарну делатност 1892. године и наставио је до преузимања власти за време Руске револуцие 1917. Настављајући од свог раног живота, током којег је постао одан циљу револуције против царског режима у Руском царству и прешао на марксизам, Лењин се преселио у Санкт Петербург. Тамо се придружио револуционарној ћелији и постао гласни заговорник марксизма у оквиру револуционарног социјалистичког покрета. Ступајући у везу са колегиницом марксисткињом Надеждом Крупском, обишао је западну Европу како би изградио везе са другим руским револуционарним емигрантима и научио више о међународном марксистичком покрету. По повратку у Русију, ухапшен је због побуне 1895. и прогнан у Шушенское у Минусинском округу у источном Сибиру на три године. Тамо је посветио своје време превођењу и писању револуционарних текстова, оженивши се Крупском у јулу 1898.
Његово изгнанство је завршено, 1900. године прелази у Западну Европу, где постаје члан редакције Искре, издања Марксистичке руске социјалдемократске радничке партије (РСДЛП). Искрина база је премештена из Минхена у Лондон, а затим у Женеву, сваки пут у пратњи Лењина. На другом партијском конгресу, одржаном у Лондону 1903. године, избио је велики раскол између Лењина и његових присталица (бољшевика) и Јулија Мартова и његових присталица (мењшевика); Лењин је истицао снажно централизовану партију коју је углавном контролисало руководство, док је Мартов прихватио ширу странку са више независности мишљења. Лењин се накратко вратио у Русију током Револуције 1905. године, али је поново побегао када су царске власти победиле револуционарне снаге и обрачунали са неистомишљеницима.
Живећи у Паризу, а затим у Кракову, фокусирао се на унутрашње сукобе унутар марксистичког покрета, супротстављајући се идејама мењшевика и Александра Богданова; написао је Материјализам и емпириокритицизам да би се супротставио својим критичарима. Током Првог светског рата преселио се у Швајцарску, где је тврдио да социјалисти треба да раде на претварању тог „империјалистичког рата“ у „грађански рат“ на целом континенту у коме би пролетаријат могао да збаци буржоазију. Своју мисао је сажео у књизи Империјализам, највиша фаза капитализма и такође реинтерпретирао марксизам на основу читања хегелијанске филозофије. Када је Фебруарска револуција 1917. довела до абдикације цара и развоја руске привремене владе, Лењин се вратио у Санкт Петербург, који се тада звао Петроград. Тамо је позвао бољшевике да се супротставе новој влади и подрже револуцију пролетаријата.

## Санкт Петербург и иностране посете: 1893–1895
У јесен 1893. Владимир се преселио у Санкт Петербург и настанио се у стан у улици Сергијевски у округу Литеини, пре него што се преселио у уличицу Казачи број 7, у близини Хајмаркета. Запослен као адвокатски помоћник, придружио се револуционарној ћелији коју је водио С. И. Радченко, чији су чланови били првенствено студенти градског Технолошког института. Попут Владимира, они су били марксисти, а себе су називали „социјалдемократама“ по марксистичкој социјалдемократској партији Немачке. Импресионирани његовим широким знањем, дочекали су га и убрзо је постао старији члан групе. Заговарајући марксистичку мисао међу револуционарним социјалистичким покретом, у јануару 1894. је јавно расправљао са марксистичким теоретичаром Василијем Воронцовим на тајном састанку, привлачећи пажњу полицијских шпијуна. Са намером да изгради марксизам у Русији, Владимир је контактирао Петра Бернгардовича Струвеа, богатог симпатизера за кога се надао да би могао да помогне у објављивању литературе, подстакао оснивање револуционарних ћелија у руским индустријским центрима, и спријатељио се са руским јеврејским марксистом Јулијем Мартовим.
Владимир је ступио у везу са колегом марксистом и учитељицом Надеждом „Нађом“ Крупском, која га је упознала са социјалистичким пролетаријатом. До јесени 1894. Владимир је водио раднички круг који се састајао по два сата недељом; познат под псеудонимом Николај Петрович, од миља су га звали starik (старац). Био је педантан у прикривању својих трагова, знајући да полицијски шпијуни покушавају да се инфилтрирају у револуционарни покрет. Написао је свој први политички трактат „Шта су „пријатељи народа“ и како се боре против социјалдемократа; на основу његовог искуства у Самари, илегално је штампано око 200 примерака.
Иако је Лењин био под утицајем аграр-социјалисте Петра Ткачевија, он и социјалдемократе су се сукобили са Социјалистичко-револуционарном партијом (СР), која је била инспирисана угашеном Партијом народне слободе. Залажући се за народну аграрно-социјалистичку платформу, СР је истицао револуционарну улогу сељака, којих је 1881. било 75 милиона, за разлику од милионског градског пролетаријата у Русији. Насупрот томе, марксисти су веровали да је примарна мотивација класе сељака да поседују своју земљу и да су они капиталисти; уместо тога, они су видели пролетаријат као револуционарну снагу за унапређење социјализма.
Надао се да ће се моћи учврстити везе између његових социјалдемократа и групе за еманципацију рада; организација коју су у Женеви, основали Георги Плеханов и други руски марксистички емигранти 1883. Владимир и Е.И. Спонти су изабрани да отпутују у Швајцарску да се састану са Плехановим, који је генерално подржавао, али је критиковао социјалдемократе због игнорисања улоге буржоазије у антицаристичкој револуцији. Путујући у Цирих, Владимир се спријатељио са Павелом Акселродом, још једним чланом Еманципације рада. Одлазећи у Париз, Владимир је упознао Пола Лафарга и истражио Париску комуну из 1871. године, коју је видео као рани прототип пролетерске владе. Финансиран од своје мајке, боравио је у швајцарској бањи пре него што је отпутовао у Берлин, где је студирао шест недеља у Државној библиотеци и упознао Вилхелма Либкнехта. Вративши се у Русију са залихама илегалне револуционарне литературе, путовао је по разним градовима, свестан да га прати полиција, и делио је литературу штрајкачким радницима у Санкт Петербургу. Умешан у израду новинског листа, Радничка ствар, био је међу 40 активиста који су ухапшени у ноћи пре објављивања првог броја и оптужени за побуну.

## Сибирско изгнанство: 1895–1900
Затворен у Дому притвора у Шпалерној улици, Владимиру је одбијено правно заступање, па је одбацио све оптужбе. Породица му је помогла, али му је одбијена кауција, јер је пре изрицања пресуде остао у затвору годину дана. Колеге револуционари су му шверцовали поруке, а он је смислио шифру за играње шаха са суседним затвореником. Проводећи много времена у писању, фокусирао се на револуционарни потенцијал радничке класе; верујући да је успон индустријског капитализма довео до тога да се велики број сељака пресели у градове, он је тврдио да су постали пролетаријат и стекли класну свест, што ће их довести до насилног збацивања аристократије и буржоазије. До јула 1896. завршио је Нацрт и образложење програма за Социјалдемократску партију и започео рад на својој књизи Развој капитализма у Русији.
Владимир је без суђења осуђен на 3 године прогонства у источном Сибиру. Дато му је неколико дана у Санкт Петербургу у фебруару 1897. да доведе у ред своје послове. Састао је се са колегама револуционарима; социјалдемократе су преименоване у Лигу борбе за еманципацију радничке класе, а пошто су многи од њених водећих интелигенција били затворени, радници су преузели многе високе положаје, потез који је изазвао раздор, али је добио Владимирову опрезну подршку. У периоду 1896–1897, штрајкови су погодили Санкт Петербург, потпомогнути марксистима; верујући да се његова предвиђања обистињују, Владимир је био незадовољан што је морао да напусти покрет. Руска влада је искористила велику мрежу логора и области изгнанства на ивици своје империје да би се обрачунала са дисидентима и криминалцима; до 1897. било је 300.000 руских грађана у овом систему, а Владимир је сада био један од њих. Пошто му је било дозвољено да сам прође тамо, путовање је трајало 11 недеља, од чега су га углавном пратиле мајка и сестре. Сматран за мању претњу, Владимир је протеран у Шушенское у округу Минусински, насеље које је Владимир описао као „није лоше место“. Изнајмивши собу у једној сељачкој колиби, остао је под присмотром полиције, али се дописивао са другим субверзивцима, од којих су га многи посећивали, а такође је одлазио на путовања да лови патке и шљуке и да се купа у реци Јенисеј.
У мају 1898. Нађа му се придружила у изгнанству, пошто је у августу 1896. ухапшена због организовања штрајка. Иако је првобитно послата у Уфу, убедила је власти да је преместе у Шушенское, тврдећи да су Владимир и она верени; венчали су се у цркви 10. јула 1898. године. Сместивши се у породични живот са Нађином мајком Елизаветом Васиљевном, пар је превео на руски језик Историју синдикализма Сиднеја и Беатрис Веб (1894), посао који им је прибавио Струвеа. Желећи да буде у току са развојем немачког марксизма – где је дошло до идеолошког поделе, са ревизионистима попут Едуарда Бернштајна који су се залагали за миран, изборни пут ка социјализму – Владимир је остао одан насилној револуцији, нападајући ревизионистичке аргументе у Протесту руског социјалног-Демократе. Такође је био критичан према „економистима“, члановима социјалдемократског покрета који су водили кампању за економске реформе ради побољшања услова радника, а не за друштвено-политичку револуцију. Владимир је завршио и „Развој капитализма у Русији“ (1899), своју најдужу књигу до сада, која је понудила добро истражен и полемички напад на социјалреволуционаре и промовисала марксистичку анализу руског економског развоја. Објављена је под псеудонимом „Владимир Илин“, биограф Роберт Сервис би је описао као „tour de force“, али је након објављивања добила углавном лоше критике.

## Минхен, Лондон и Женева: 1900–1905
Владимиру је, после његовог прогонства, забрањен приступ Санкт Петербургу, уместо тога се настанио у Пскову, малом граду удаљеном два сата вожње возом од престонице, фебруара 1900. Његова жена, која није одслужила целу казну, остала је у изгнанству у Уфи, где се и разболела. Са намером да оснују новине, Владимир и Струве су прикупили новац за издавање Искре, новог органа руског марксистичког покрета, који сада себе назива Руска социјалдемократска радничка партија (РСДЛП). Након посете својој жени, Владимир је 29. јула 1900. отишао из Русије у Западну Европу. У Швајцарској и Немачкој се састао са Акселродом, Плехановим и Потресовим и држао предавања о руској ситуацији. Дана 24. августа 1900. у швајцарском граду Корсијеру одржана је конференција руских марксиста на којој се расправљало о Искри, али су и Владимир и Потресов били шокирани контролом Плеханова и антисемитизмом. Договорено је да се лист производи у Минхену, где се Владимир преселио септембра 1900. Први број је штампан на Бадње вече и садржао је чланак који је написао Владимир осуђујући европску интервенцију у Боксерској побуни. Друга публикација РСДЛП-а, Зариа, појавила се у марту 1901. године и излазила је из четири броја, али је Искра била далеко успешнија, јер је илегално прокријумчарена у Русију, поставши најуспешнија руска подземна публикација у последњих 50 година. Садржао је прилоге личности попут Пољакиње Розе Луксембург, Чешко-Немца Карла Каутског и младог украјинског марксисте, Лава Троцког, који је од јесени 1902. постао стални сарадник.
Владимир је усвојио назив „Лењин“ у децембру 1901. године, вероватно узевши за основу реку Лену, имитирајући тако начин на који је Плеханов усвојио псеудоним „Волгин“ после реке Волге. Године 1902. објавио је политички памфлет под насловом Шта да се ради? – назван по роману Черничевског – под овим псеудонимом. Његова најутицајнија публикација до сада, бавила се Лењиновим размишљањима о потреби авангардне партије која би довела радничку класу до револуције; изражавала је критику оних у партији који су желели да прате талас револуције. Када је његова жена завршила казну, придружила му се у Минхену; постала је његов лични секретар, помажући у производњи Искре. Заједно су наставили своју политичку агитацију, Лењин је писао даље чланке за Искру и састављао програм за РСДЛП, нападајући идеолошке неистомишљенике и спољне критичаре, посебно СР. Упркос томе што је остао ортодоксни марксиста, почео је да прихвата ставове Социјал-револуционарне партије о револуционарној моћи руског сељаштва, написавши памфлет 1903. године под насловом Сеоској сиротињи.
Схвативши да их прати баварска полиција, Лењин и други уредници листа пристали су да се Искра преселе у Лондон, при чему су Лењин и његова супруга стигли у град у априлу 1902. године, изнајмљујући стан у Сент Панкрасу. Иако је презирао енглеску кухињу, Лењин је волео Лондон, проводећи много времена у читаоници Британског музеја. Живео је у непосредној близини других уредника, али није волео њихов заједнички начин живота, већ је постао добар пријатељ са Троцким, који је стигао у град. Док је био у Лондону, Лењин се разболео од еризипела и није могао да преузме такву водећу улогу у уредничком одбору Искре; у његовом одсуству одбор је одобрио меру са којом се он није слагао, да се врати у Швајцарску. Пре пресељења, Лењин је са мајком и сестром одмарао у Бретањи у Француској.
У марту 1902. формиран је Организациони комитет за конгрес, посвећен планирању 2. конгреса РСДЛП, који је требало да се одржи у Бриселу, у Белгији, у јулу. Међутим, како се датум приближавао, било је јасно да га надзире белгијска полиција, па је место одржавања промењено у цркву Братства у Лондону. На конференцији је дошло до раскола између Лењинових и Мартовљевих присталица. Састављајући нацрт партијске платформе, Мартов је тврдио да чланови странке треба да буду у могућности да се изражавају независно од партијског руководства; Лењин се није сложио, наглашавајући потребу за јаким вођством са потпуном контролом. Ствар је стављена на гласање и Мартов је победио са 28 према 22 гласа. Свађе су се наставиле, а многи од оних који су подржавали Мартовљев став напустили су се у знак протеста. Ово је оставило Лењинове присталице у већини, а Лењин их је назвао „мајоритарцима“ (bol'sheviki на руском; дакле бољшевици), а као одговор, Мартов је своје следбенике назвао миноритарцима (men'sheviki на руском; дакле мењшевици). Конгрес је резултирао усвајањем фиксног партијског програма и правила, али је такође резултирао великим расколом.
Пошто је Лењин сада смештен у Женеви, расправе између бољшевика и мењшевика настављене су након конференције. Бољшевици су оптуживали своје ривале да су опортунисти и реформисти који немају никакву дисциплину, док су мењшевици оптуживали Лењина да је деспот и аутократа, упоређујући га са Максимилијаном де Робеспјером. Када је Плеханов стао на страну Мартова, Лењин је побеснео и поднео оставку и на уређивачки одбор Искре и на партијски савет. У мају 1904. објавио је Корак напред, два корака назад, књижицу у којој је тврдио да су га присталице Мартова превариле у ово. Стрес је допринео болести, која је у то време вероватно била дијагностикована као неурастенија, и да би то поново проживео, отишао је на пењање на село у јуну. Неки чланови партије су покушали да поново уједине завађене фракције, али то није успело, и до пролећа су свих осам чланова Централног комитета били бољшевици. У децембру су основали бољшевичке новине Vperëd (Напред).

## Револуција и последице: 1905–1914
„Устанак је почео. Сила против силе. Уличне борбе бесне, барикаде се дижу, пушке пуцају, пушке буче. Реке крви теку, грађански рат за слободу букти. Москва и југ, Кавказ и Пољска су спремни да се придруже пролетаријату Санкт Петербурга. Парола радника је постала: Смрт или слобода!"

—Лењин, 1905
У јануару 1905. масакр демонстраната који је постао познат као Крвава недеља догодио се у Санкт Петербургу, што је изазвало грађанске немире познате као Револуција
1905. године. Као одговор на ове догађаје, Лењин је позвао бољшевике у Царству да преузму већу улогу у немирима, подстичући насилну побуну против царског естаблишмента, укључујући полицију и црне стотине. Такође је инсистирао на томе да су се бољшевици потпуно поделили са мењшевицима, иако се многи бољшевици, међу њима и блиске колеге попут Гусева и Земљачке, нису слагали с њим. Тако су обе групе позване на 3. конгрес РСДЛП, одржан у Лондону априла 1905; ипак, мали број мењшевика је присуствовао, а Лењин је искористио Конгрес да поново потврди своју доминацију унутар партије. Такође је надгледао формирање нових бољшевичких новина, Пролетари (Радник).
Лењин је многе своје идеје изнео у памфлету Две тактике социјалдемократије у демократској револуцији, објављеном августа 1905. Овде је предвидео да ће либерална буржоазија бити засићена уставном монархијом и тиме издати револуцију; уместо тога он је тврдио да ће пролетаријат морати да изгради савез са сељаштвом да би збацио царски режим и успоставио републику коју је назвао „привременом револуционарном демократском диктатуром пролетаријата и сељаштва“. Почео је да користи низ слогана – „оружана побуна“, „масовни терор“ и „експропријација племићке земље“ – на које су утицали и руски аграр-социјалисти и јакобинци Француске револуције. Ово је шокирало мењшевике, који су веровали да је Лењин одступио од ортодоксног марксизма. Лењин је из Женеве наставио да прати револуционарну ситуацију у Русији и састао се са прогнаним оцем Георгијем Гапоном, који је предводио протест који је угушен у Крвавој недељи.
Лењин није желео да се врати у Руско царство, плашећи се хапшења. Променио је своје мишљење када је цар Николај II прихватио низ либералних реформи у свом октобарском манифесту, при чему је Лењин веровао да ће га оне заштитити од Окхране. Тако су се Лењин и његова супруга вратили у Русију ин цогнито преко Шведске и Финске, крећући се између различитих сигурних кућа у Санкт Петербургу, из којих је пратио догађаје и записао многе своје идеје о напретку револуције. Позван је да се придружи уређивачком одбору Novaya Zhizn (Нови живот), радикалних легалних новина које води супруга Максима Горког, М.Ф. Андрејева, и искористио ово као средство за дискусију о питањима са којима се суочава РСДЛП. Подстицао је странку да тражи много шире чланство, а такође се залагао за континуирану ескалацију насилне конфронтације, верујући да су обоје неопходни да би револуција успела. Међутим, након неуспеха оружаног московског устанка, Лењин је почео да подстиче странку да се кандидује на изборима за Думу, верујући да ће то подићи профил странке у јавности. На бољшевичком конгресу у Тампереу, у Финској, Лењин је први пут срео младог бољшевика Јосифа Стаљина. Такође се предомислио по питању мењшевика и почео да позива на помирење између две партијске фракције. Чланови обе групе састали су се на 4. партијском конгресу у Стокхолму, у Шведској, априла 1906. где су мењшевици осудили Лењина због подршке пљачки банака и подстицања насиља. Конгрес је резултирао избором новог Централног комитета који се састојао од 7 мењшевика и 3 бољшевика.
Бољшевички центар је основан у Куоккали, Великом војводству Финске, која је тада била полуаутономни део Царства, пре него што је одржан 5. конгрес РСДЛП у Лондону у мају 1907. године, где су бољшевици повратили превласт унутар партије. Међутим, пошто је царска влада распустила Другу Думу, а Окхрана се обрачунала са револуционарима, Лењин је одлучио да побегне из Финске у Шведску, преводећи већи део путовања пешице. Одатле је стигао до Швајцарске. Александар Богданов и други истакнути бољшевици одлучили су да преместе бољшевички центар у Париз, ; иако се Лењин није сложио, преселио се у град у децембру 1908. Лењин није волео Париз, критикујући га као „одвратну рупу“, и тужио је возача који га је тамо оборио са бицикла.
Овде је Лењин оживео своју полемику против мењшевика, који су се противили његовом залагању за насилне експропријације и крађе, као што је пљачка банке у Тифлису 1907. године, коју су бољшевици користили за финансирање својих активности. Лењин је такође постао жестоко критичан према Богданову и његовим присталицама; Богданов је веровао да се међу руским пролетаријатом мора развити социјалистички оријентисана култура да би они постали успешно револуционарно средство, док је Лењин фаворизовао авангарду социјалистичке интелигенције која би могла да предводи радничку класу у револуцији. Даље, Богданов – под утицајем Ернеста Маха – веровао је да су сви концепти света релативни, док је Лењин остао при ортодоксном марксистичком гледишту да у свету постоји објективна реалност, независна од људског посматрања. Иако су Богданов и Лењин отишли заједно на одмор у Горкијеву вилу на Каприју, у Италији, априла 1908, по повратку у Париз, Лењин је подстакао раскол унутар бољшевичке фракције између својих и Богдановљевих следбеника, оптужујући потоњег за одступајући од марксизма.
Накратко је живео у Лондону у мају 1908, где је користио библиотеку Британског музеја да напише материјализам и емпириокритику, напад на Богдановљеву релативистичку перспективу, коју је осудио као „буржоаско-реакционарну лаж“. Све већи број бољшевика, укључујући блиске Лењинове присталице Алексеја Рикова и Лева Камењева, постајао је љут на Лењинов фракционизам. Окхрана је препознала Лењинов фракционистички став и сматрала га штетним за РСДЛП, чиме је послала шпијуна, Романа Малиновског, да постане гласни присталица и савезник Лењина унутар партије. Могуће је да је Лењин био свестан лојалности Малиновског и да га је користио да храни лажне информације Окхрани, а многи бољшевици су изразили сумњу да је он Лењинов шпијун. Међутим, он је много година касније обавестио Горког да „никада није прозрео тог ниткова Малиновског“.
У августу 1910. Лењин је присуствовао 8. конгресу Друге интернационале у Копенхагену, где је представљао РСДЛП у Међународном бироу, пре него што је отишао у Стокхолм, где је летовао са мајком; последњи пут да би је видео живу. Лењин се са супругом и сестрама преселио у Бомбон у Сени и Марни, иако се 5 недеља касније вратио у Париз, настанивши се у улици Мари Роуз. У Француској се Лењин спријатељио са францускињом бољшевиком Инесом Арманд; остали су блиски од 1910. до 1912. године, а неки биографи верују да су имали ванбрачну везу, иако то остаје недоказано. Такође је основао школу РСДЛП у Лонжимоу где је држао предавања руским регрутима о разним темама. У међувремену, на састанку у Паризу у јуну 1911. Централни комитет РСДЛП одлучио је да извуче фокус операција из Париз и назад у Русију; наредили су затварање Бољшевичког центра и његовог листа Proletari. У жељи да поново изгради свој утицај у партији, Лењин је организовао партијску конференцију која ће се одржати у Прагу у јануару 1912, уз помоћ свог присталица Серга Орџоникидзеа. 16 од 18 присутних били су бољшевици, али су оштро критиковали Лењина због његовог фракционизма и изгубили много личног ауторитета.
У жељи да се приближи Русији јер је емигрантска заједница постајала све утицајнија, Лењин се преселио у Краков у Краљевини Галицији и Лодомерији, културно пољском делу Аустроугарске империје. Град му се допао и користио је библиотеку на Јагелонском универзитету да спроведе своје текуће истраживање. Одавде је могао да остане у блиском контакту са РСДЛП који је деловао у Руској империји, са члановима који су га често посећивали, и убедио је бољшевичке чланове Думе да се одвоје од савеза са члановима Мењшевика. У јануару 1913. Стаљин – кога је Лењин назвао „дивним Грузијцем“ – дошао је у посету, при чему су разговарали о будућности неруских етничких група у Царству. Због лошег здравља и Лењина и његове супруге, преселили су се у рурално подручје Бјали Дунајец. Нађа је захтевала операцију њене струме, а Лењин ју је одвео у Берн, да би је урадио скупи специјалиста Теодор Кохер.

## Први светски рат: 1914–1917
Лењин се вратио у Галицију када је избио Први светски рат, међународна ситуација на коју је мало обраћао пажњу. Рат је супротставио Руско царство Аустроугарском царству, а због његовог руског држављанства, Лењина су аустроугарске власти сматрале шпијуном. У августу су га ухапсили и затворили у Нови Тарг, иако су га пустили након што му је објашњена антицаристичка уверења. Да би избегли насиље на источном фронту, Лењин и његова жена су се преселили у неутралну Швајцарску, настанивши се у Берну, иако су се у фебруару 1916. преселили у Цирих, што је било јефтиније. Лењин је био љут што је Немачка социјалдемократска партија подржала немачке ратне напоре, чиме је била у супротности са Штутгартском резолуцијом Друге интернационале да ће се све социјалистичке партије супротставити међународном сукобу. Као резултат тога, Лењин је другу интернационалу видео као несталу. Конкретно, осудио је немачког марксисту Карла Каутског због подршке Немачкој социјалдемократској партији.
Лењин је био у великој мери укључен у социјалистички одговор на сукоб, присуствујући левичарској антиратној конференцији у Зимервалду у септембру 1915. и другој Киенталској конференцији у априлу 1916, иако ниједна није била добро посећена. Лењин је подстицао социјалисте широм континента да претворе „империјалистички рат“ у „грађански рат“ на целом континенту са пролетаријатом против буржоазије и аристократије. Да би то постигао, подстицао је братимљење трупа на супротстављеним странама сукоба, револуционарне штрајкове, развој нових револуционарних социјалистичких организација и критику национализма. Такође је критиковао руску војску и хвалио напредовање Немачке против Русије, верујући да ће то ослабити царске власти. Он је то оправдавао тврдњом да је царизам „1000 пута гори од [немачког] кајзеризма“, и да је царска власт била толико реакционарна да је њено уклањање било неопходно да би пролетаријатска револуција успела.
Под утицајем догађаја из Првог светског рата, Лењин је написао књигу Империјализам, највиши степен капитализма . Он је тврдио да је империјализам производ монополског капитализма, јер су капиталисти настојали да повећају свој профит ширењем на нове територије где су плате биле ниже, а сировине јефтиније. Он је такође критиковао став Каутског да ће се империјалистичке силе ујединити да би формирале миран, „ултраимперијализам“, осуђујући ово гледиште као „ултра-бесмислицу“. Уместо тога, Лењин је веровао да ће се конкуренција и сукоби повећати и да ће се рат између империјалистичких сила наставити све док их пролетерска револуција не збаци и док се не успостави социјализам. Први покушаји објављивања дела су били у застоју, а објављивање је требало да буде тек септембра 1917.
Користећи бернску јавну библиотеку, Лењин је много времена посветио читању дела Георга Вилхелма Фридриха Хегела, Лудвига Фојербаха и Аристотела, од којих су сви били кључни утицаји на Марксову мисао. Чинећи то, он је одбацио своја ранија тумачења марксизма; док је некада веровао да се политике могу развијати на основу унапред одређених научних принципа, сада је веровао да је једини тест да ли је пракса исправна или не била кроз праксу. Иако је себе још увек доживљавао као ортодоксног марксисту, почео је да скреће са неких Марксових предвиђања у вези са друштвеним развојем; док је Маркс веровао да се „буржоаско-демократска револуција“ средње класе мора догодити пре „социјалистичке револуције“ пролетаријата, Лењин је веровао да у Русији пролетаријат може да збаци царски режим без посредне револуције. У Швајцарској, Лењин је оживео бољшевички часопис Социјалдемократа са Григоријем Зиновјевом у новембру 1914. Контакт са бољшевицима у Русији био је ретки због рата, док је Окхрана појачала своје потискивање бољшевика у Царству. У јулу 1916. Лењинова мајка је умрла, иако он због рата није могао да присуствује њеној сахрани у Санкт Петербургу. Њена смрт га је дубоко утицала и он је постао депресиван, плашећи се да неће поживети довољно дуго да буде сведок социјалистичке револуције којој је посветио свој живот.

## Фебруарска револуција и јулски дани: 1917
Фебруара 1917. у Петрограду је избила Фебруарска револуција када су индустријски радници ступили у штрајк због несташице хране и погоршања услова у фабрици. Немири су се проширили и на друге делове Русије, а у страху да не буде насилно свргнут, цар Николај II је абдицирао. Државна дума је преузела контролу над земљом, успоставивши привремену владу. Када је Лењин сазнао за ово из своје базе у Швајцарској, славио је са другим дисидентима, и одмах послао савет бољшевицима у Русији. Одлучио је да се врати у Русију да преузме контролу над тамошњим бољшевицима, али је открио да је већина пролаза у земљу блокирана због Првог светског рата који је у току, који је Привремена влада одлучила да настави. Организовао је план са другим неистомишљеницима да преговарају о пролазу за њих кроз Немачку, са којом је Русија тада била у рату. Схватајући да би ови дисиденти могли да изазову проблеме њиховим руским непријатељима, немачка влада је пристала да дозволи 32 руска држављана да путују у вагону кроз њихову територију, међу којима су и Лењин и његова супруга. Група је затим отпутовала затвореним возом од Цириха до Сингена, а затим преко Франкфурта и Берлина до Засница, након чега је следио трајект за Трелеборг у Шведској. Возом су отишли до Малмеа, где их је дочекао градоначелник, а затим до Хапаранде на шведско-финској граници. Одатле су санкама отишли до Торнија у Финској под руском контролом, а затим возом до Хелсинкија, пре него што су последњим возом отишли за Петроград.
По доласку на финску станицу у Петрограду, Лењина је дочекала гомила бољшевика. Тамо је одржао говор осуђујући Привремену владу, за коју је веровао да је буржоаска и превише слична бившој царској администрацији, и поново позвао на револуцију пролетаријата широм Европе. Боравећи са својом сестром у граду, Аном Илиничном, следећег дана посетио је гробове своје покојне мајке и сестре Олге на гробљу Волково. Током наредних дана говорио је на бољшевичким састанцима; на састанку у палати Таурида осудио је оне који су желели помирење са мењшевицима и открио своје априлске тезе, нацрт својих планова за бољшевике које је написао на путу из Швајцарске. Такође је присуствовао састанцима марксиста из различитих политичких фракција, где су се расправљали са мењшевицима око различитих политика, посебно њихове подршке Привременој влади. Заузврат су га оптужили да покушава да увуче Русију у грађански рат. Мењшевици и социјал-револуционари који су доминирали у Петроградском Совјету веровали су да је Русија недовољно развијена за прелазак на социјализам, па су тако подржавали Привремену владу; Лењин се није сложио, сматрајући их издајницима социјалистичког циља. Сматрајући да је влада подједнако империјалистичка као и царски режим, залагао се за тренутни мир са Немачком, владавину Совјета, национализацију индустрије и банака и државну експропријацију земље, све са намером да се гура ка социјалистичком друштву. Током наредних месеци водио је кампању за ову политику, присуствовао је састанцима бољшевичког Централног комитета, обилно писао за Правду и држао јавне говоре у Петрограду са циљем да преобрати раднике, војнике, морнаре и сељаке у своју ствар.
Осећајући да постоји растућа фрустрација међу присталицама бољшевика, које су агитовале за оружану побуну, Лењин је предложио оружану политичку демонстрацију у Петрограду како би тестирао одговор владе. Међутим, Лењиново здравље се погоршало јер је имао главобоље и несаницу и вероватно је почео да доживљава минијатурне срчане ударе који ће га касније погодити. Надежда је помагала да се брине о њему, али је и сама била лошег здравља. Отишао је из Петрограда у финско село Неивола, где је посетио свог пријатеља Владимира Бонч-Бруевича да се опорави. Оружане демонстрације бољшевика – Јулски дани – одржане су док је Лењин био одсутан, али пошто је сазнао да је прерастао у насилне и сукобио се са владиним снагама, вратио се у Петроград. Састао се са Бољшевичким централним комитетом у вили Ксешинскаја и са балкона виле позвао на смирење окупљене присталице. Реагујући на насиље, влада је оптужила Лењина за велеиздају и наредила његово хапшење заједно са хапшењем других истакнутих бољшевика, на крају је ухапсила 400 људи и извршила рацију и у вили и у канцеларијама Правде. Такође су објавили своје сазнање да је Лењину био дозвољен пролаз кроз Немачку, па је штампа тврдила да је он немачки агент провокатор. Док су многи други ухапшени, Лењин је побегао и сакрио се у низу сигурних кућа у Петрограду.
У страху да ће бити убијен, Лењин и његов колега виши бољшевик Григориј Зиновјев су тада прерушени побегли из Петрограда, преселивши се у кућу у Разливу у власништву бољшевичког металског радника Николаја Јемељанова. Забринути да ће бити откривени, убрзо су отишли из куће у сеоску колибу од сламе, где су их мучили комарци и јака киша. Овде је Лењин започео рад на књизи која је постала Држава и револуција, излагање о томе како је веровао да ће се социјалистичка држава развијати након пролетерске револуције, и како ће од тог тренутка држава постепено нестати остављајући чисто комунистичко друштво. Књига је такође представљала напад на друге марксистичке и крајње левичарске групе које нису делиле његово прихватање насиља као примарног средства за постизање пролетерске револуције, став за који је окривио утицај Кауцког. У овом тренутку он је такође драматично променио свој приступ совјетима, проглашавајући их контрареволуционарним због подршке Привременој влади, коју је сада критиковао као „војну диктатуру“. Почео је да се залаже за оружану побуну предвођену бољшевицима како би се срушила влада, иако је на тајном састанку централног комитета партије ова идеја одбијена. Лењин је затим кренуо возом и пешке ка Финској, стигавши у Хелсинки 10. августа, где се сакрио у сигурним кућама које су припадале симпатизерима бољшевика. Због ове географске изолације, Лењин није могао да присуствује шестом партијском конгресу, одржаном у тајности током јула и августа.

## Октобарска револуција: 1917
Крајем августа 1917, док се Лењин крио у Финској, генерал Лавр Корнилов, главнокомандујући руске армије, послао је трупе са источног фронта у Петроград у, како је изгледало, покушају војног удара против Привремене владе. Премијер Александар Керенски се успаничио и обратио се Петроградском совјету – укључујући његове бољшевичке чланове – за помоћ, дозвољавајући револуционарима да организују раднике као Црвену гарду за одбрану Петрограда. Пуч је нестао пре него што је стигао до Петрограда захваљујући индустријској акцији петроградских радника и све већој неспремности војника да послушају своје официре, међутим, главни корисници догађаја били су бољшевици, чији је повратак на отворену политичку арену дозволио. У страху од контрареволуције десничарских снага непријатељских социјализму, мењшевици и социјал-револуционари који су тада доминирали у Петроградском Совјету били су инструментални у вршењу притиска на владу да нормализује односе са бољшевицима. Међутим, и мењшевици и социјал-револуционари су изгубили велику подршку народа због своје припадности Привременој влади и њеног непопуларног наставка рата, при чему су бољшевици то искористили, а убрзо је изабран про-бољшевички марксиста Троцки вођа Петроградског совјета. У септембру су бољшевици стекли већину у радничким секцијама и московског и петроградског совјета.
Увиђајући да је ситуација за њега сигурнија, Лењин се вратио у Петроград преко Виборга. Тамо је Лењин присуствовао састанку бољшевичког Централног комитета 10. октобра, где је поново аргументовао свој став да партија треба да предводи оружану побуну својих присталица како би срушила Привремену владу. Овај пут је успео у аргументацији, а предлог је ратификован са десет гласова против два. Они који су критиковали план, Зиновјев и Камењев, изразили су став да руски радници неће подржати насилни удар против постојећег режима и да нема јасних доказа за Лењинову тврдњу да је цела Европа на ивици пролетерске револуције. Партија је започела планове за организовање офанзиве, одржавши завршни састанак у Институту Смолни 24. октобра. Ово је била база Војно-револуционарног комитета (МРЦ), наоружане милиције коју је основао Петроградски совјет уз подршку Привремене владе током афере Корнилов; МРЦ се углавном састојао од оних лојалних бољшевицима.
У октобру је МРЦ добио наређење да преузме контролу над кључним транспортним, комуникационим, штампарским и комуналним чвориштима у Петрограду, чинећи то без крвопролића. Док се одвијала побуна, Лењин је одржао говор у Петроградском совјету у којем је објавио да је привремена влада збачена. Међутим, у овом тренутку влада је тек морала да се преда, уместо тога била је под опсадом наоружаних бољшевика унутар Зимског дворца ; када је бољшевички брод, Аурора, пловио дуж палате и отворио ватру на њу, влада се на крају предала, а министри су били затворени. Бољшевици су прогласили формирање нове владе, Савета народних комесара или „Совнаркома“; иако је Лењин у почетку одбио водећу позицију председника, предложивши Троцког за тај посао, остали бољшевици су то одбили да прихвате и на крају је Лењин попустио. Лењин и други бољшевици су тада присуствовали Другом конгресу Совјета, одржаном 26. и 27. октобра и којим су доминирали урбани совјети под контролом бољшевика, а не њихови сеоски колеге. Тамо су најавили стварање нове владе, али су их осудили мењшевички учесници, који су бољшевички пуч оценили као нелегитиман и упозорили да би то могло довести до грађанског рата. У овим раним данима новог режима, Лењин је избегавао да говори експлицитно марксистичком и социјалистичком фразеологијом, плашећи се да би тиме могао да отуђи већи део руског становништва, и уместо тога се фокусирао на разговоре о успостављању новог облика власти у којој су земљу контролисали радници. У овом тренутку, Лењин и многи други бољшевици су очекивали да ће пролетерска револуција захватити Европу, било у наредним данима или, највише, у наредним месецима.